# Wijken en buurten in Aalten
De Nederlandse gemeente Aalten is voor statistische doeleinden onderverdeeld in wijken en buurten. De gemeente is verdeeld in de volgende statistische wijken:
- Wijk 01 Buitengebied Aalten (CBS-wijkcode:019701)
- Wijk 02 Bredevoort (CBS-wijkcode:019702)
- Wijk 03 Aalten Kern (CBS-wijkcode:019703)
- Wijk 04 Dinxperlo (CBS-wijkcode:019704)

Een statistische wijk kan bestaan uit meerdere buurten. Onderstaande tabel geeft de buurtindeling met kentallen volgens het Centraal Bureau voor de Statistiek (2008):
| CBS-buurtcode | Buurtnaam                               | Inwonertal | Opp. totaal (ha) | Opp. land (ha) | Ligging                |
| ------------- | --------------------------------------- | ---------- | ---------------- | -------------- | ---------------------- |
| BU01970101    | Barlo-Kern                              | 110        | 11               | 11             | Locatie in de gemeente |
| BU01970102    | Verspreide huizen Barlo                 | 720        | 731              | 731            | Locatie in de gemeente |
| BU01970103    | Verspreide huizen Heurne                | 390        | 776              | 776            | Locatie in de gemeente |
| BU01970104    | Verspreide huizen IJzerlo               | 470        | 894              | 894            | Locatie in de gemeente |
| BU01970105    | IJzerlo                                 | 160        | 13               | 13             | Locatie in de gemeente |
| BU01970106    | Lintelo                                 | 160        | 12               | 12             | Locatie in de gemeente |
| BU01970107    | Verspreide huizen ten westen van Aalten | 260        | 479              | 476            | Locatie in de gemeente |
| BU01970108    | Verspreide huizen Lintelo               | 680        | 1354             | 1348           | Locatie in de gemeente |
| BU01970109    | Verspreide huizen Dalese Veld           | 90         | 649              | 649            | Locatie in de gemeente |
| BU01970110    | Verspreide huizen Dale                  | 520        | 696              | 694            | Locatie in de gemeente |
| BU01970111    | Verspreide huizen Haart                 | 640        | 1132             | 1128           | Locatie in de gemeente |
| BU01970201    | Verspreide huizen Bredevoort            | 220        | 614              | 596            | Locatie in de gemeente |
| BU01970202    | Verspreide huizen Hollenberg            | 190        | 107              | 105            | Locatie in de gemeente |
| BU01970203    | Verspreide huizen Het Zwanenbroek       | 50         | 163              | 162            | Locatie in de gemeente |
| BU01970204    | Bredevoort                              | 1520       | 125              | 119            | Locatie in de gemeente |
| BU01970301    | Aalten Kern Noordwest                   | 1730       | 79               | 78             | Locatie in de gemeente |
| BU01970302    | Aalten Kern Zuidwest                    | 2780       | 193              | 191            | Locatie in de gemeente |
| BU01970303    | Aalten Kern Zuidoost                    | 5760       | 160              | 158            | Locatie in de gemeente |
| BU01970304    | Aalten Kern Noordoost                   | 2020       | 101              | 101            | Locatie in de gemeente |
| BU01970305    | Aalten Kern 't Kobus                    | 600        | 47               | 47             | Locatie in de gemeente |
| BU01970400    | Dinxperlo                               | 7230       | 197              | 196            | Locatie in de gemeente |
| BU01970401    | De Heurne                               | 270        | 15               | 15             | Locatie in de gemeente |
| BU01970408    | Verspreide huizen Dinxperlo             | 300        | 248              | 247            | Locatie in de gemeente |
| BU01970409    | Verspreide huizen De Heurne             | 670        | 912              | 909            | Locatie in de gemeente |